# Synagoga Ben Ezry
Synagoga Ben Ezry (hebr. בית כנסת בן עזרא‎, arab. معبد بن عزرا‎) se nachází ve starém městě v Káhiře.
Za svou dnešní podobu vděčí zásadní přestavbě v 90. letech 19. století.
Je známá nálezem velkého množství rukopisů v geníze této synagogy, jež byla objevena ve druhé polovině 19. století při stavebních pracích na synagoze.